# فرند ریچاردسن
فرند ریچاردسن (انگلیسی: Friend Richardson؛ ۱ دسامبر ۱۸۶۵ – ۶ سپتامبر ۱۹۴۳) یک ناشر و سیاست‌مدار جمهوری‌خواه اهل ایالات متحده آمریکا بود. ریچاردسن در فاصله سال‌های ۱۹۲۳-۱۹۲۷ بیست و پنجمین فرماندار ایالت کالیفرنیا بود.